# Kasteel Passarts-Nieuwenhagen

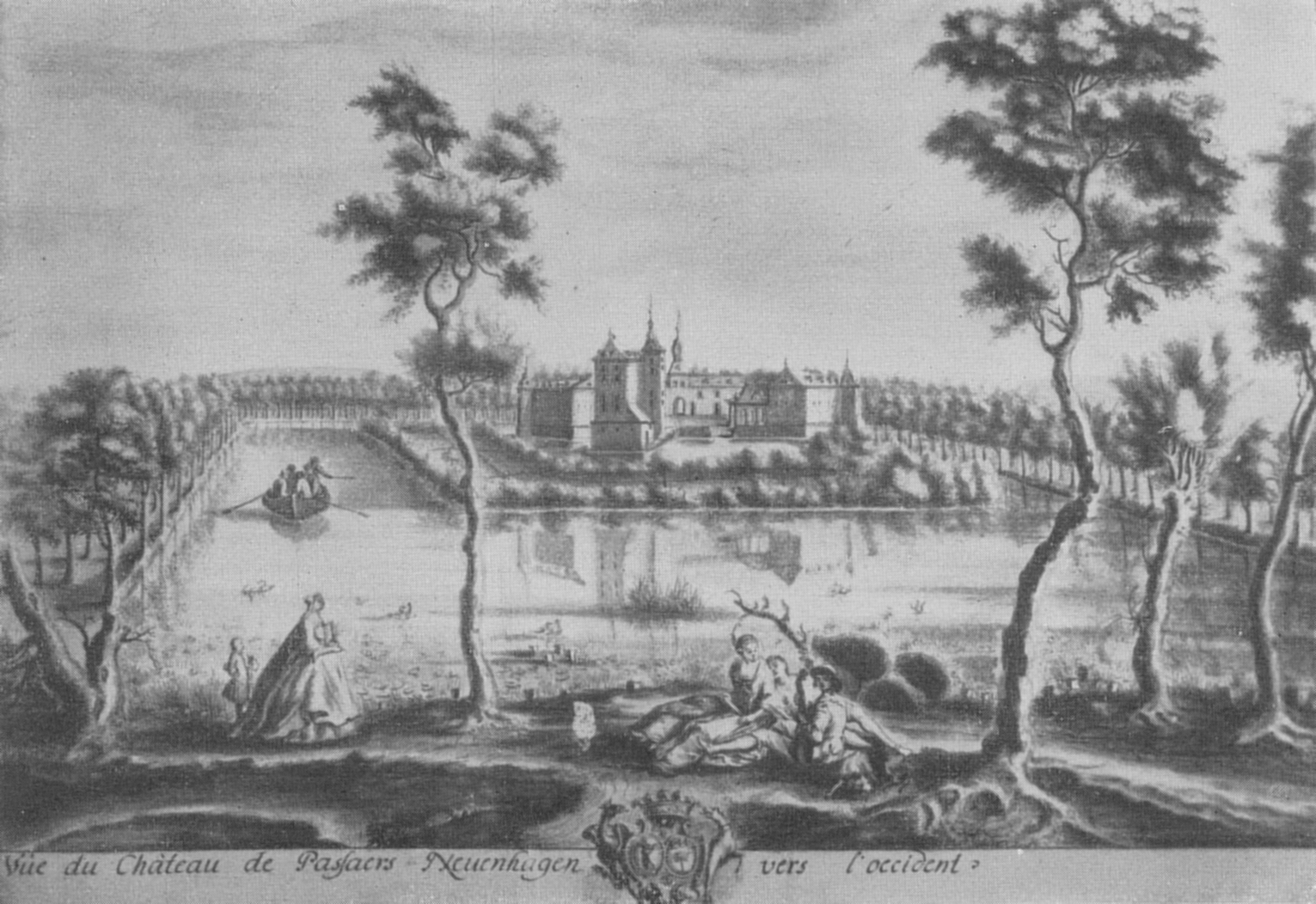
Kasteel Passarts-Nieuwenhagen in de 18e eeuw, tekening van Renier Roidkin (1684–1741)

Kasteel Passarts-Nieuwenhagen is een kasteel in het Heerlense stadsdeel Heerlerheide in Nederlands-Limburg.

## Geschiedenis
Door de betrekkelijke nabijheid van de bekendere kastelen Hoensbroek en Amstenrade is het kasteel Passarts-Nieuwenhagen buiten zijn directe omgeving relatief onbekend. Nochtans heeft het kasteel een lange geschiedenis en was het in vroegere tijden een van de belangrijkste adellijke huizen binnen de schepenbank Heerlen in het Land van Valkenburg. Het kasteel dankt zijn naam niet aan de plaats Nieuwenhagen, maar aan twee families die er in de loop van zijn meer dan 700-jarige geschiedenis woonden (eerste vermelding: 14e eeuw).
Reeds in de middeleeuwen stond er op de plaats van het huidige kasteel een weerbare woontoren. In de loop der tijd ontstond het huidige complex. Kasteel Passarts-Nieuwenhagen was vroeger omringd door een dubbele grachtengordel en uitgestrekte vijvers. Tot in de 20e eeuw bleef het landgoed in adellijke handen, tot de familie De Marchant et d'Ansembourg die nog steeds het nabijgelegen Kasteel Amstenrade bewoont, het verkocht.

## Beschrijving
Het rijzige, bijna torenachtige bakstenen hoofdgebouw stamt in zijn huidige vorm uit het eerste kwart van de 17e eeuw en is tegenwoordig rood gepleisterd. Het heeft natuurstenen hoekblokken en raamomlijstingen, typerend voor de 17e-eeuwse Maaslandse renaissancestijl. De oorspronkelijke torens van het hoofdgebouw en een deel van de U-vormige voorburcht zijn in de 19e eeuw gesloopt. Van de voorburcht resteert nog het monumentale poortgebouw met mansardedak, waarop muurankers het jaartal 1609 aangeven.

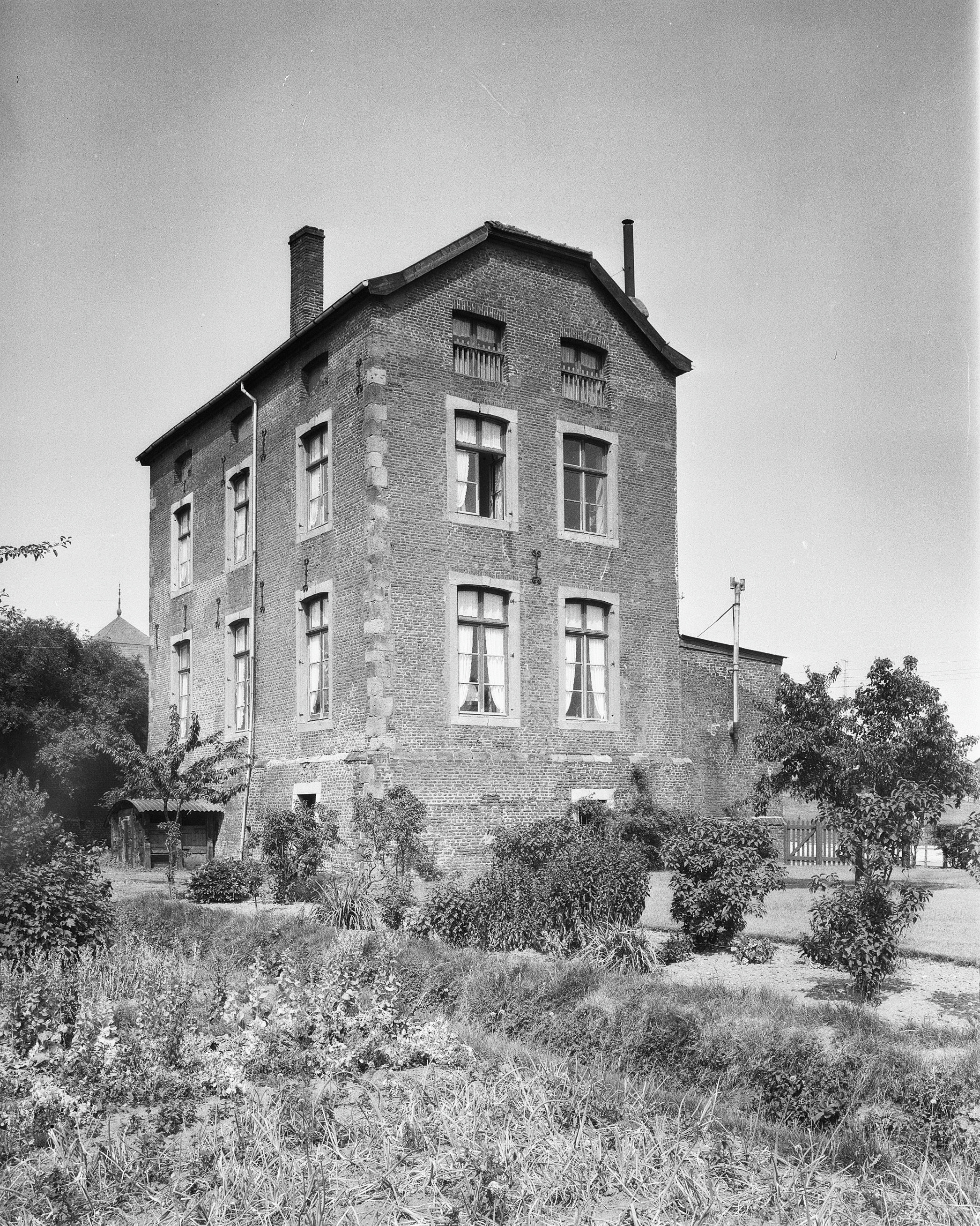
Het hoofdgebouw in 1959
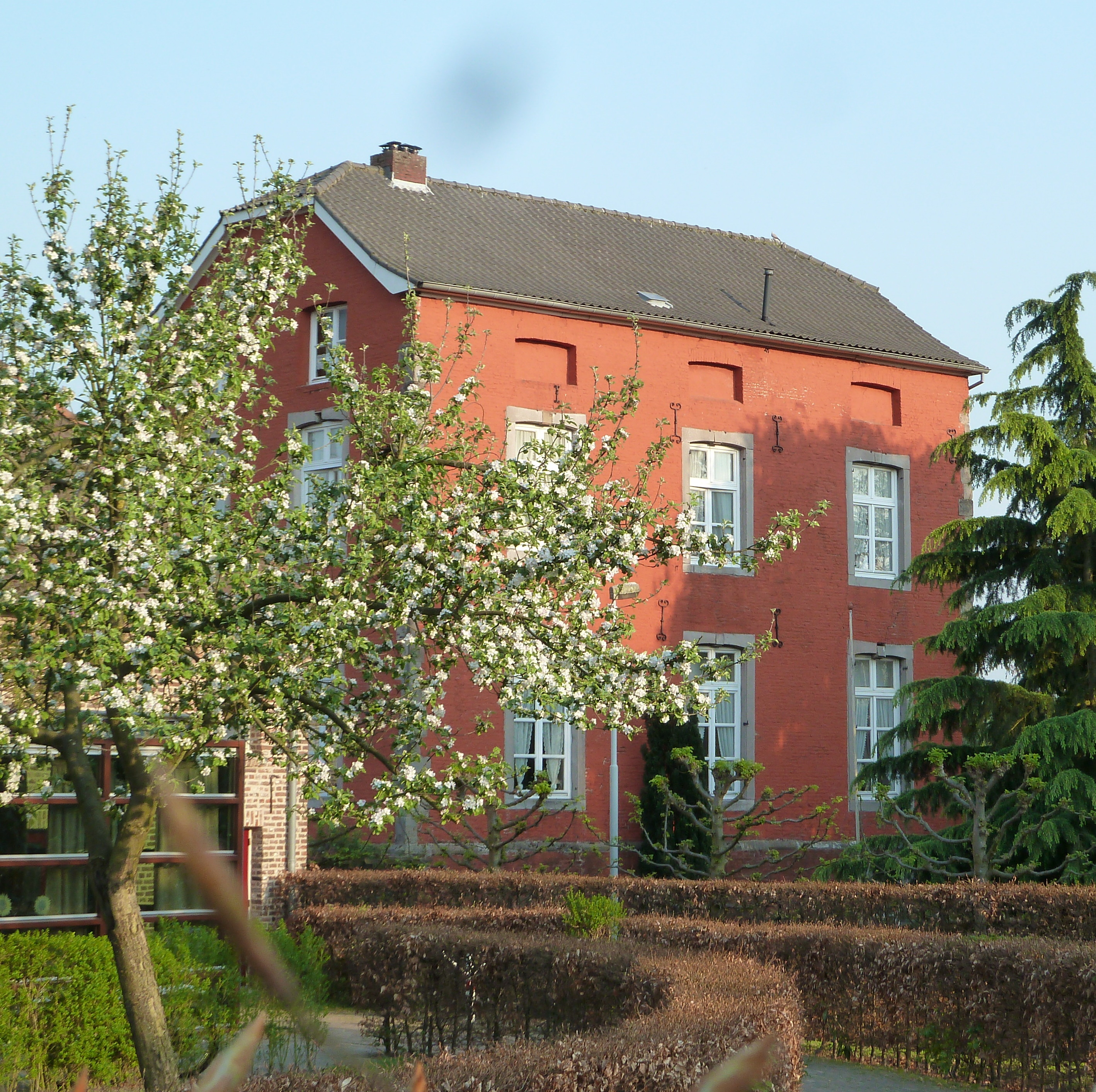
Idem, in 2011
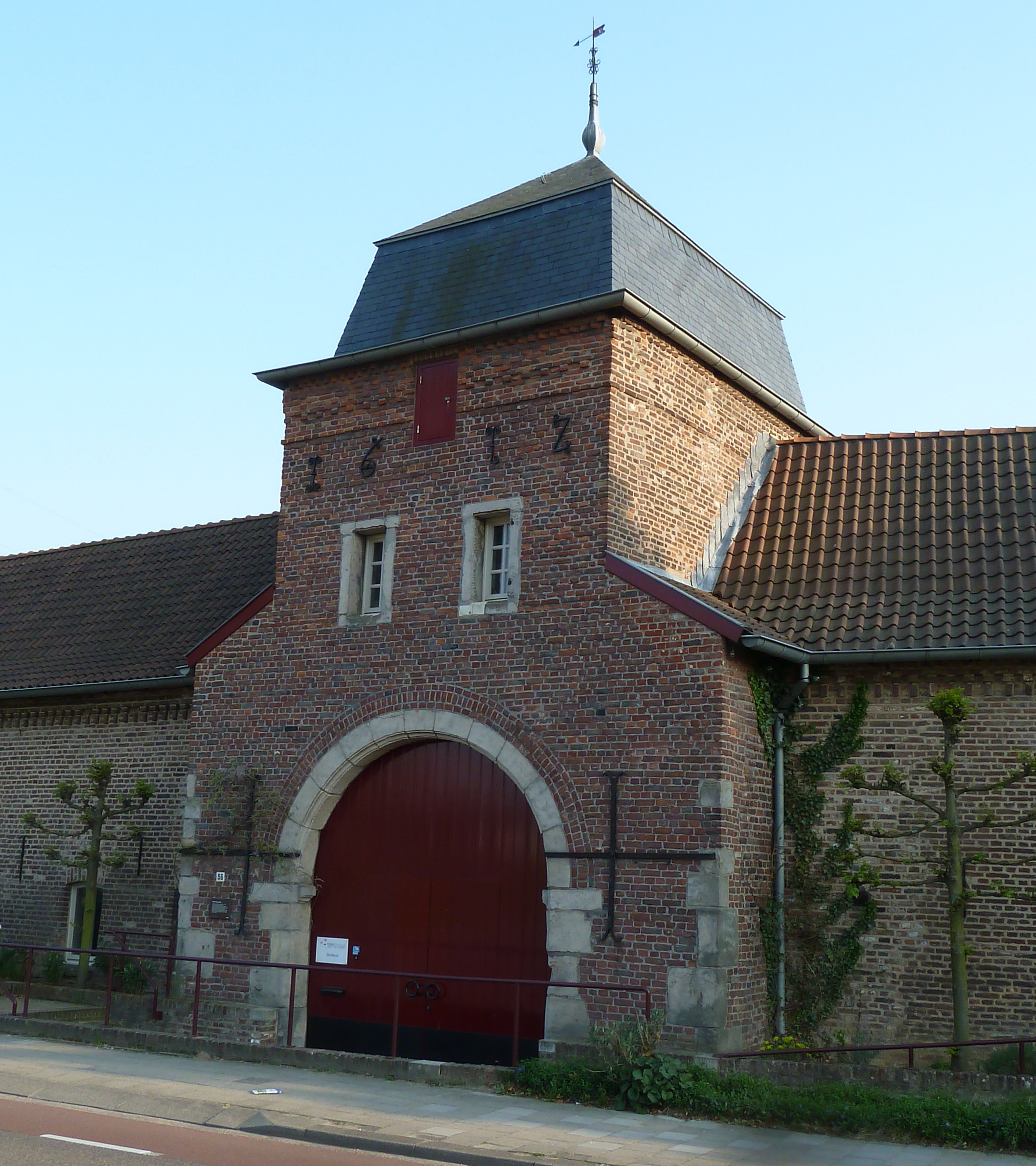
Poortgebouw